# روتن، چشر
روتن (به انگلیسی: Rowton) یک روستا و محله مدنی در بریتانیا است که در چشر غربی و چستر واقع شده‌است. روتن ۴۹۷ نفر جمعیت دارد.